# Puente de Ixtla
Puente de Ixtla é um município do estado de Morelos, no México.